# Nyemo
Nyemo är ett härad i Lhasa-prefekturen i den autonoma regionen Tibet.
Kinas riksväg 318, en av Folkrepubliken Kinas längsta huvudvägar, löper genom området. Den börjar i Shanghai och leder bland annat genom Wuhan och Chengdu på väg i Tibet och Lhasa och sedan fram till en kinesisk gränsövergång mot Nepal i Zhangmu.
Området är bland annat känt på grund av en våldsam incident som inträffade under Kulturrevolutionen, då Nyamdrel- och Gyenlog-fraktionerna stred mot varandra i Lhasa-området. I juni 1969 tog anhängare till Gyenlog-fraktionen makten i Nyemo och slaktade verkliga och föregivna anhängare till Nyamdrel under religiösa former. Det finns ett litet museum tillägnat dessa händelser i Nyemo.